# Ягер, Линн
Линн Ягер (англ. Lynn Yaeger) — редактор сайта Vogue.com и автор статей в журнале Vogue. Бывший репортёр раздела мод The Village Voice, проработавшая в газете 30 лет. Её колонка Elements of Style была переименована в Frock Star в феврале 2007 года. Ягер также регулярно пишет для The New York Times, The New Yorker, The Atlantic, Style Magazine, американского издания журнала Vogue, Travel & Leisure, а также для бесчисленных площадок торговли антиквариатом и коллекционирования.
Ягер также ведёт модное обозрение на Full Frontal Fashion, веб-сайте, посвященном стилю, совместно с Sundance Channel. Она также является куратором винтажного раздела сайта модной розничной торговли yoox.com.
В 2017 году получила дополнительную международную известность после публикации колонки в Vogue, где Ягер высмеяла первую леди США Меланью Трамп за сочетание высоких каблуков с брюками и бомбером.

## Стиль
Ягер известна своим эксцентричным личным стилем, напудренным лицом и тёмной помадой в виде «бантика купидона», а также узнаваемой ярко-рыжей стрижкой-каре. В интервью журналу PAPER модельер Марк Джейкобс сказал, что Ягер была одной из его муз и её стиль оказал влияние на других модельеров.
По некоторым сведениям, причина эпатажного вида Ягер в редком заболевании — прозопагнозии, приводящему к неспособности различать лица. Таким образом, журналистка создала себе образ, который не может спутать ни с чьим другим.

## Награды
В 2008 году Ягер заняла первое место в категории юмористических статей «Национального общества газетных обозревателей» для газет с тиражом более 100 000 экземпляров.